# Museu do Granito
O Museu do Granito (em estremenho:  Museu del Granitu, em castelhano:  Museo del Granito) situado no município espanhol de Quintana de la Serena, na Estremadura, mostra uma exposição de materiais e cartazes introdutórios e explicativos sobre a geologia do granito, a extração, transformação, os usos, e também as ferramentas antigas e modernas utilizadas por pedreiros e um mostruário representativo de granitos comerciais, regionais e nacionais. Pertence à rede dos Museus de Identidade da Estremadura.
O museu exibe a importância e história do granito aos habitantes da cidade que passaram através de diversas gerações. Desta maneira, o museu transmite os conhecimentos sobre este material num amplo conceito, já que esta atividade envolve os diversos sectores económicos, sociais e culturais do local, sendo o seu principal sinal de identidade.
Para além do museu, o edifício também abriga no piso superior o Centro de Interpretação do Sítio Arqueológico de Hijovejo, onde são apresentadas as explicações sobre a fortaleza romana de Hijovejo, e a sua importância no processo de romanização da Estremadura.
O museu encontra-se situado na antiga pousada de Quintana de la Serena. O palacete tradicional de Quintana foi construído no final do século XVII e início do século XVIII.